# Vertikale Bordwaffe
Die Vertikale Bordwaffe (VBW) war eine Waffenentwicklung der Firma MBB bzw. Dornier für die Luftwaffe der Bundesrepublik Deutschland, dazu gedacht, im Verteidigungsfall die Panzerstreitkräfte des Warschauer Paktes zu bekämpfen. Eine Produktion bzw. Weiterentwicklung fand nicht statt.

## Aussehen und Trägerflugzeuge
Im Aussehen ähnlich der kastenförmigen MW-1, jedoch wesentlich leichter, wäre die VBW durch Tornado, Alpha Jet oder Phantom zum Einsatz gekommen. Die erste Erprobung im scharfen Schuss erfolgte mit einer F-4 Phantom II. Jedes Flugzeug hätte mindestens zwei Waffenbehälter getragen, einen unter bzw. vor jeder Tragfläche. 
Die Waffenbehälter enthalten vor dem eigentlichen Flügel befindlichen Frontbereich hinter einer aerodynamischen Verkleidung je 18 Ausstoßrohre in schräger Anordnung. Dahinter bzw. unter der Aufhängung am Flügel befindet sich die eigentliche Waffensteuerung.

## Einsatz und Wirkungsweise
Nach Zielortung durch das Trägerflugzeug erfolgt beim direkten, niedrigen Überflug die automatische Auslösung der eigentlichen Waffe. Aus dem Waffenbehälter wird eine Wirkladung (Hohlladung) zielgerichtet nach hinten unten ausgestoßen, zeitgleich eine Reaktionsmasse nach oben vorne. Die Waffe ist somit rückstoßfrei und ermöglicht die vertikale Bekämpfung des Zieles (Panzer) im Gegensatz zur weitgehend horizontalen Wirkweise herkömmlicher Panzerabwehr-Bewaffnungen (MILAN, Bordkanone). Die Waffe zielt nicht auf den gut gepanzerten Front- oder Seitenteil des Panzerfahrzeugs, sondern trifft das schwach gepanzerte Dach des Fahrzeuges.

## Vergleich
Als vergleichsweise leichte Waffe mit der Möglichkeit des multiplen Einsatzes durch zahlreiche Submunitionskörper (36 Stück in zwei Behältern oder mehr) hätte die Waffe eine effektive Bekämpfungsmöglichkeit des wahrscheinlichsten Kriegsgegners dargestellt. Nachteilig wäre angesichts des bekannt starken Flugabwehrpotentials (ZSU-23-4, Strela etc.) der notwendige direkte Überflug zu werten. Die Zielbekämpfung in niedriger (Flug)Höhe hätte das Risiko etwas reduziert.
Die Waffe hat, abgesehen von der äußerlichen Ähnlichkeit mit dem MW-1-Waffenbehälter, eine Reihe von historischen Vorgängern:
- SG 113, eine deutsche Entwicklung aus dem Zweiten Weltkrieg mit automatischer Auslösung von abwärts feuernden rückstoßfreien Geschützen durch einen elektromagnetischen oder elektrostatischen Zünder
- Eine andere zur Panzerbekämpfung im Überflug gedachte Waffe war die von der sowjetischen Iljuschin Il-2 eingesetzte PTAB, max. 4 × 48 Bomblets je Flugzeug, mit der erfolgreich deutsche Panzer vor Kursk bekämpft wurden.
- Die zur U-Boot-Bekämpfung vorgesehenen alliierten Retro-Raketen Wasserbomben des Zweiten Weltkriegs, deren Einsatz im Überflug in Flugrichtung nach hinten (die Flugzeugbewegung ausgleichend) erfolgte, sodass sie am Ort der Zündung annähernd vertikal ins Meer fielen.

Die vertikale Bekämpfung von Panzern findet sich mittlerweile als Option bei anderen Waffen, etwa beim schwedischen Panzerabwehrflugkörper BILL, bei einer Variante der amerikanischen TOW, bei Streubomben, Artilleriesubmunition sowie teilweise bei Panzerminen. Die neuesten Kampfpanzer weisen daher in der Regel einen verstärkten Dachschutz auf. 